# Bahrajn na Letnich Igrzyskach Olimpijskich 2020
Bahrajn na Letnich Igrzyskach Olimpijskich 2020 reprezentowało 32 zawodników : 25 mężczyzn i 7 kobiet. Był to dziesiąty start reprezentacji Bahrajnu na letnich igrzyskach olimpijskich.

## Zdobyte medale[3]
| Medal  | Zawodnik           | Dyscyplina    | Konkurencja             | Rezultat | Data       |
| ------ | ------------------ | ------------- | ----------------------- | -------- | ---------- |
| Srebro | Kalkidan Gezahegne | Lekkoatletyka | bieg na 10 000 m kobiet | 29:56,18 | 7 sierpnia |

## Skład kadry

### Boks
| Zawodnik      | Konkurencja               | 1/16             | 1/8              | Ćwierćfinał      | Półfinał         | Finał            | Finał   | Źródło |
| Zawodnik      | Konkurencja               | Przeciwnik Wynik | Przeciwnik Wynik | Przeciwnik Wynik | Przeciwnik Wynik | Przeciwnik Wynik | Miejsce | Źródło |
| ------------- | ------------------------- | ---------------- | ---------------- | ---------------- | ---------------- | ---------------- | ------- | ------ |
| Danis Latypov | waga superciężka mężczyzn | Abdullayev P 1-3 | NQ               | NQ               | NQ               | NQ               | 16.     | [ 4 ]  |

### Lekkoatletyka
Konkurencje biegowe
| Zawodnik             | Konkurencja               | Eliminacje | Eliminacje | Półfinał | Półfinał | Finał    | Finał   | Źródło |
| Zawodnik             | Konkurencja               | Wynik      | Miejsce    | Wynik    | Miejsce  | Wynik    | Miejsce | Źródło |
| -------------------- | ------------------------- | ---------- | ---------- | -------- | -------- | -------- | ------- | ------ |
| Sadik Mikhou         | 1500 m (m)                | 3:42,87    | 8.         | NQ       | NQ       | NQ       | NQ      | [ 5 ]  |
| Birhanu Balew        | 5 000 m (m)               | 13:39,42   | 5.         | N/A      | N/A      | 13:03,20 | 6.      | [ 6 ]  |
| Dawit Fikadu         | 5 000 m (m)               | 13:44,03   | 14.        | N/A      | N/A      | 13:20,24 | 15.     | [ 6 ]  |
| John Koech           | 3000 m z przeszkodami (m) | DNF        | DNF        | N/A      | N/A      | NQ       | NQ      | [ 7 ]  |
| Alemu Bekele         | maraton (m)               | N/A        | N/A        | N/A      | N/A      | DNF      | DNF     | [ 8 ]  |
| Shumi Dechasa        | maraton (m)               | N/A        | N/A        | N/A      | N/A      | DNF      | DNF     | [ 8 ]  |
| El Hassan El-Abbassi | maraton (m)               | N/A        | N/A        | N/A      | N/A      | DSQ      | DSQ     | [ 8 ]  |
| Kalkidan Gezahegne   | 10 000 m (k)              | N/A        | N/A        | N/A      | N/A      | 29:56,18 | srebro  | [ 9 ]  |
| Aminat Yusuf Jamal   | 400 m przez płotki(k)     | 55,90      | 7.         | NQ       | NQ       | NQ       | NQ      | [ 10 ] |
| Winfred Mutile Yavi  | 3000 m z przeszkodami (k) | 9:10,80    | 1.         | N/A      | N/A      | 9:19,74  | 10.     | [ 11 ] |
| Eunice Chumba        | maraton (k)               | N/A        | N/A        | N/A      | N/A      | 2:29:36  | 7.      | [ 12 ] |
| Tejitu Daba          | maraton (k)               | N/A        | N/A        | N/A      | N/A      | DNF      | DNF     | [ 12 ] |

Konkurencje techniczne
| Zawodnik            | Konkurencja        | Kwalifikacje | Kwalifikacje | Finał | Finał   | Źródło |
| Zawodnik            | Konkurencja        | Wynik        | Miejsce      | Wynik | Miejsce | Źródło |
| ------------------- | ------------------ | ------------ | ------------ | ----- | ------- | ------ |
| Abdelrahman Mahmoud | pchnięcie kulą (m) | 20,14        | 22.          | NQ    | NQ      | [ 13 ] |

### Piłka ręczna
- Reprezentacja mężczyzn

| - Husain Mahfoodh - Ali Abdulla Eid - Hassan Mirza - Hasan Al-Samahiji - Mohamed Abdulredha - Ahmed Jalal - Mohamed Merza - Mohamed Abdulhusain |  | - Bilal Basham - Ahmed Al-Maqabi - Komail Mahfoodh - Ali Merza - Mahdi Saad - Mohamed Habib - Mohamed Mohamed - Husain Al-Sayyad |

| Drużyna | Konkurencja      | Faza grupowa     | Faza grupowa     | Faza grupowa     | Faza grupowa     | Faza grupowa     | Faza grupowa | Ćwierćfinały     | Półfinały        | Finał mecz o 3. miejsce | Pozycja | Źródło        |
| Drużyna | Konkurencja      | Przeciwnik Wynik | Przeciwnik Wynik | Przeciwnik Wynik | Przeciwnik Wynik | Przeciwnik Wynik | Pozycja      | Przeciwnik Wynik | Przeciwnik Wynik | Przeciwnik Wynik        | Pozycja | Źródło        |
| ------- | ---------------- | ---------------- | ---------------- | ---------------- | ---------------- | ---------------- | ------------ | ---------------- | ---------------- | ----------------------- | ------- | ------------- |
| Bahrajn | turniej mężczyzn | Szwecja 31:32    | Portugalia 25:26 | Dania 21:31      | Japonia 32:30    | Egipt 20:30      | 4.           | Francja 28:42    | NQ               | NQ                      | 8.      | [ 14 ] [ 15 ] |

### Pływanie
| Zawodnik            | Konkurencja          | Eliminacje | Eliminacje | Półfinał | Półfinał | Finał | Finał   | Źródło |
| Zawodnik            | Konkurencja          | Czas       | Miejsce    | Czas     | Miejsce  | Czas  | Miejsce | Źródło |
| ------------------- | -------------------- | ---------- | ---------- | -------- | -------- | ----- | ------- | ------ |
| Abdulla Ahmed       | 100 m motylkowym (m) | DSQ        | DSQ        | NQ       | NQ       | NQ    | NQ      | [ 16 ] |
| Noor Yussuf Abdulla | 50 m dowolnym (k)    | 28,87      | 60.        | NQ       | NQ       | NQ    | NQ      | [ 17 ] |

### Strzelectwo
| Zawodnik       | Konkurencja | Kwalifikacje | Kwalifikacje | Finał | Finał   | Źródło |
| Zawodnik       | Konkurencja | Wynik        | Pozycja      | Wynik | Pozycja | Źródło |
| -------------- | ----------- | ------------ | ------------ | ----- | ------- | ------ |
| Maryam Hassani | skeet (k)   | 112          | 24.          | NQ    | NQ      | [ 18 ] |